# Peckia praeceps
Peckia praeceps är en tvåvingeart som först beskrevs av Christian Rudolph Wilhelm Wiedemann 1830.  Peckia praeceps ingår i släktet Peckia och familjen köttflugor.
Artens utbredningsområde är Kuba. Inga underarter finns listade i Catalogue of Life.